# B-10 (Spanje)
De B-10 of Ronda del Litoral is een 26 km lange randweg in de agglomeratie Barcelona. De weg begint bij de aansluiting met de B-23 en volgt dan gedeeltelijk de rivier Llobregat waarna het afbuigt en de Middellandse zee kust volgt. Tot afrit 21 (Ciutat Vella) heet de weg ook Autovía A-2. Afrit 21 is tevens toegang tot de beroemde en populaire boulevard La Rambla. Langs de Middellandse zee kust passeert de B-20 ook nog diverse industrieterreinen, de haven van Barcelona en de heuvel Montjuïc. Een paar kilometer verderop buigt de B-20 af en volgt de rivier Besòs tot het knooppunt met de C-58 en de B-20 waarmee het de rondweg vormt van Barcelona.
Doordat de weg samen met de B-20 (Ronda de Dalt) de rondweg van Barcelona vormt begint de afritnummering van de B-10 met 16, nummers 1 tot en met 15 liggen langs B-20.
| Afritnummer | Verbindt met                                                                        |
| ----------- | ----------------------------------------------------------------------------------- |
| 16          | B-20, Lleida, Tarragona, El Prat de Llobregat, Aeroport, Castelldefels, A-16 Sitges |
| 18          | Zona Franca, Port, Pg. Zona Franca                                                  |
| 19          | Montjuïc, Pg. Can Tunis, Cementiri                                                  |
| 20          | Port, Port-Mercaderies                                                              |
| 21          | Ciutat Vella, Paral·lel, La Rambla, Montjuïc, Port Vell                             |
| 22          | Barceloneta, Marina, Port Olímpic, Hospital del Mar, Parc del Mar                   |
| 23          | Poblenou, Bac de Roda                                                               |
| 24          | Besòs, Rambla Prim, Diagonal Mar                                                    |
| 25          | Port Fòrum Sant Adrià, Eduard Maristany                                             |
| 26          | Sant Adrià, Port Fòrum Sant Adrià, La Mina, Llull                                   |
| 27          | Badalona, Mataró C-31, Montgat N-II                                                 |
| 28          | Gran Via, Pl. Glòries                                                               |
| 29          | Verneda, Sant Adrià, Rambla Guipúscoa                                               |
| 30          | Bon Pastor, Santa Coloma, Potosí                                                    |

## Ander ringwegen enrondesin Barcelona
- Ronda del Mig
- Ronda de Dalt (B-20)
- Ronda del Guinardó
- Autopista del Baix Llobregat